# Śpiewający kowboj
Śpiewający kowboj (ang. singing cowboy) – typ filmowej postaci, najczęściej o zabarwieniu komicznym, wprowadzony do niskobudżetowych westernów w latach trzydziestych i czterdziestych XX w.
Śpiewający kowboje poza śpiewem akompaniowali sobie również na instrumentach, głównie gitarze. Wśród aktorów specjalizujących się w tym typie roli należy wymienić przede wszystkim takie nazwiska jak: Gene Autry, Leonard Slye (szerzej znany pod pseudonimem Roy Rogers) oraz Tex Ritter. 
Piosenki z westernów popularyzując muzykę country wykonywał także założony w 1934 roku zespół Sons of the Pioneers. 

## Przykładowe westerny z postacią śpiewającego kowboja[1]
- In Old Santa Fe (1935, Gene Autry)
- Tumbling Tumbleweeds (1935, Gene Autry)
- The Terror of Tiny Town (1937, Sam Newfield)
- Red River Valley (1941, Gene Autry)